# Cuerunero
Cuerunero är en ort i Mexiko.   Den ligger i kommunen Yuriria och delstaten Guanajuato, i den centrala delen av landet, 240 km väster om huvudstaden Mexico City. Cuerunero ligger 1 753 meter över havet och antalet invånare är 167.
Terrängen runt Cuerunero är huvudsakligen kuperad, men österut är den platt. Runt Cuerunero är det ganska tätbefolkat, med 248 invånare per kvadratkilometer. Närmaste större samhälle är Valle de Santiago, 16,8 km norr om Cuerunero. I omgivningarna runt Cuerunero växer huvudsakligen savannskog.